# Lampropterus cyanipennis
Lampropterus cyanipennis är en skalbaggsart som först beskrevs av Leconte 1873.  Lampropterus cyanipennis ingår i släktet Lampropterus och familjen långhorningar. Inga underarter finns listade i Catalogue of Life.